# Сельское поселение Покур
Се́льское поселе́ние По́кур — муниципальное образование в Нижневартовском районе Ханты-Мансийского автономного округа Российской Федерации.
Административный центр — село  Покур.

## История
- Решением облисполкома от 24 сентября 1976 года из Сургутского района в Нижневартовский переданы Аганский, Новоаганский и Покурский сельсоветы.

Статус и границы сельского поселения установлены Законом Ханты-Мансийского автономного округа - Югры от 25 ноября 2004 года № 63-оз «О статусе и границах муниципальных образований Ханты-Мансийского автономного округа - Югры»

## Население
| 2010 | 2012 | 2013 | 2014 | 2015 | 2016 | 2017 |
| ---- | ---- | ---- | ---- | ---- | ---- | ---- |
| 688  | ↘667 | ↗668 | ↘632 | ↘622 | ↘613 | ↘601 |
| 2018 | 2019 | 2020 | 2021 |      |      |      |
| ↘591 | ↘579 | ↘575 | ↘553 |      |      |      |

## Состав сельского поселения
| № | Населённый пункт | Тип населённого пункта       | Население |
| - | ---------------- | ---------------------------- | --------- |
| 1 | Покур            | село, административный центр | ↘553      |